# George Gately
George Gately Gallagher (Queens, 21 dicembre 1928 – Ridgewood, 30 settembre 2001) è stato un fumettista statunitense, noto come il creatore del popolare fumetto Isidoro.

## Biografia
Nato a Queens Village, Gately proviene da una famiglia di amanti dei fumetti. Suo padre era un disegnatore amatoriale e suo fratello maggiore John era anch'egli un fumettista.
Crebbe e andò a scuola a Bergenfield, nel New Jersey. Gately ha studiato arte al Pratt Institute. Dopo la laurea, ha lavorato presso un'agenzia pubblicitaria per 11 anni, ma l'attività gli ha dato poche soddisfazioni. Vedendo il successo di suo fratello maggiore, George, decise di entrare nel campo dei cartoni animati.
Nel 1957, vendette il suo primo fumetto. Nella firma lasciò in disparte il suo cognome di Gallagher per evitare confusione con il fratello.
Residente a Upper Saddle River, nel New Jersey, Gately è morto per infarto il 30 settembre 2001, all'età di 72 anni, al The Valley Hospital di Ridgewood, dopo mesi di deterioramento della salute.

## Carriera
Nel 1964, ha creato la sua prima striscia, Hapless Harry, che è stata pubblicata per alcuni anni in diversi giornali. Ha anche creato una striscia chiamata "Hippy" nel 1967, con una ragazza dai capelli biondi e sinuosa. Questa strip fu pubblicata solo fino al 1969.
La sua creazione più famosa arrivò nel 1973 sotto forma di un grasso gatto arancione, Isidoro (Heathcliff). Isidoro è stato un enorme successo ed è stato pubblicato sui giornali di tutto il mondo: in Italia venne pubblicato, assieme a Sansone, sul Topolino tascabile per tutti gli anni 70 e 80. Per stare al passo con la domanda, ha reclutato Bob Laughlin e in seguito suo fratello John per disegnare le strisce giornaliere e le pagine a colori della domenica. Gately ha smesso di disegnare la striscia nel 1998. Isidoro è oggi scritto e disegnato dal nipote Peter Gallagher.

## Opere
- Isidoro (Heathcliff, 1973)